# Hylophilodes pacifica
Hylophilodes pacifica är en fjärilsart som beskrevs av Clayton Dissinger Mell 1943. Hylophilodes pacifica ingår i släktet Hylophilodes och familjen trågspinnare. Inga underarter finns listade i Catalogue of Life.